# 埃爾坦博 (納里尼奧省)
埃爾坦博是哥倫比亞的城鎮，位於該國西部，由納里尼奧省負責管轄，距離首府帕斯托37公里，面積344平方公里，海拔高度2,180米，2005年人口13,799。
1°24′47″N 77°23′53″W / 1.41306°N 77.3981°W